# All I Have
Pour l’article homonyme, voir All I Have (chanson).
Albums de Amerie
Touch
(2005)
All I Have est le premier album de la chanteuse de R&B américaine Amerie. Il fut classé neuvième dans le Billboard 200 américain, resta dans les vingt premiers du classement durant sept semaines et dans le chart pendant 17 semaines avant d'obtenir une certification RIAA. Cet album a aussi valu à Amerie d'obtenir une récompense des Soul Train Music Awards du "Meilleur Artiste Rap ou R&B".

## Liste des chansons
1. "Why Don't We Fall in Love" – 3:05
2. "Talkin' to Me" – 3:54
3. "Nothing Like Loving You" – 3:51
4. "Can't Let Go" – 4:21
5. "Need You Tonight" – 3:49
6. "Got to Be There" – 3:01
7. "I Just Died" – 3:29
8. "Hatin' on You" – 3:57
9. "Float" – 4:03
10. "Show Me" – 4:14
11. "All I Have" – 4:08
12. "Outro" – 1:03

- Edition japonaise

Sorti le 19 février 2003
13. "Just What I Needed to See" – 3:15
14. "Why Don't We Fall in Love" (Main Mix featuring Ludacris) – 3:30
15. "Why Don't We Fall in Love" (Richcraft Remix) – 3:36

## Charts
| Chart (2002)                          | Meilleur position |
| ------------------------------------- | ----------------- |
| U.S. Billboard 200                    | 9                 |
| U.S. Billboard Top R&B/Hip-Hop Albums | 2                 |
| Japanese Oricon Albums Chart          | 181               |